# Mai bình
Mai bình (Hán giản thể: 梅瓶, phồn thể: 梅瓶, bính âm: méipíng, nghĩa đen: bình hoa mai), thời Tống còn gọi là kinh bình (giản thể: 经瓶, phồn thể: 經瓶, bính âm: jīngpíng) là một loại bình trong đồ gốm Trung Quốc. Theo truyền thống nó được sử dụng để đựng rượu hoặc để trưng bày các cành hoa mai (hoa mơ).
Mai bình có lẽ được sản xuất lần đầu tiên từ sành dưới thời Đường (618–907). Ban đầu loại bình này dùng đựng rượu, nhưng từ thời Tống (960–1279) trở đi thì dùng cắm hoa nhất là cành mai, nên có tên gọi "mai bình". Bình có dạng ống thân cao, miệng nhỏ, vai rộng và tròn, thân khúc giữa thắt lại rồi chân lại hơi xòe ra, có thể ví như cơ thể thiếu nữ.
Vì mai bình nguyên thủy là vật dụng đựng rượu nên thường có nắp, sau mất nắp. Mai bình phổ biến nhất vào thời Tống (960–1279) và thời Minh (1368–1644). Hầu hết các hiện vật thời Minh là đồ sứ trắng lam.
Loại bình với hình dáng tương tự trong đồ gốm Triều Tiên, được truyền cảm hứng từ các mai bình Trung Hoa, được gọi là maebyeong (매병, 梅甁, mai bình). Một biến thể khác biệt được gọi là "mai bình cụt", với chỉ nửa trên có hình dạng thông thường, tạo ra một cái bình lùn mập với đáy rộng.  Loại mai bình này chủ yếu chỉ hạn chế trong đồ gốm Từ Châu.

## Thư viện ảnh

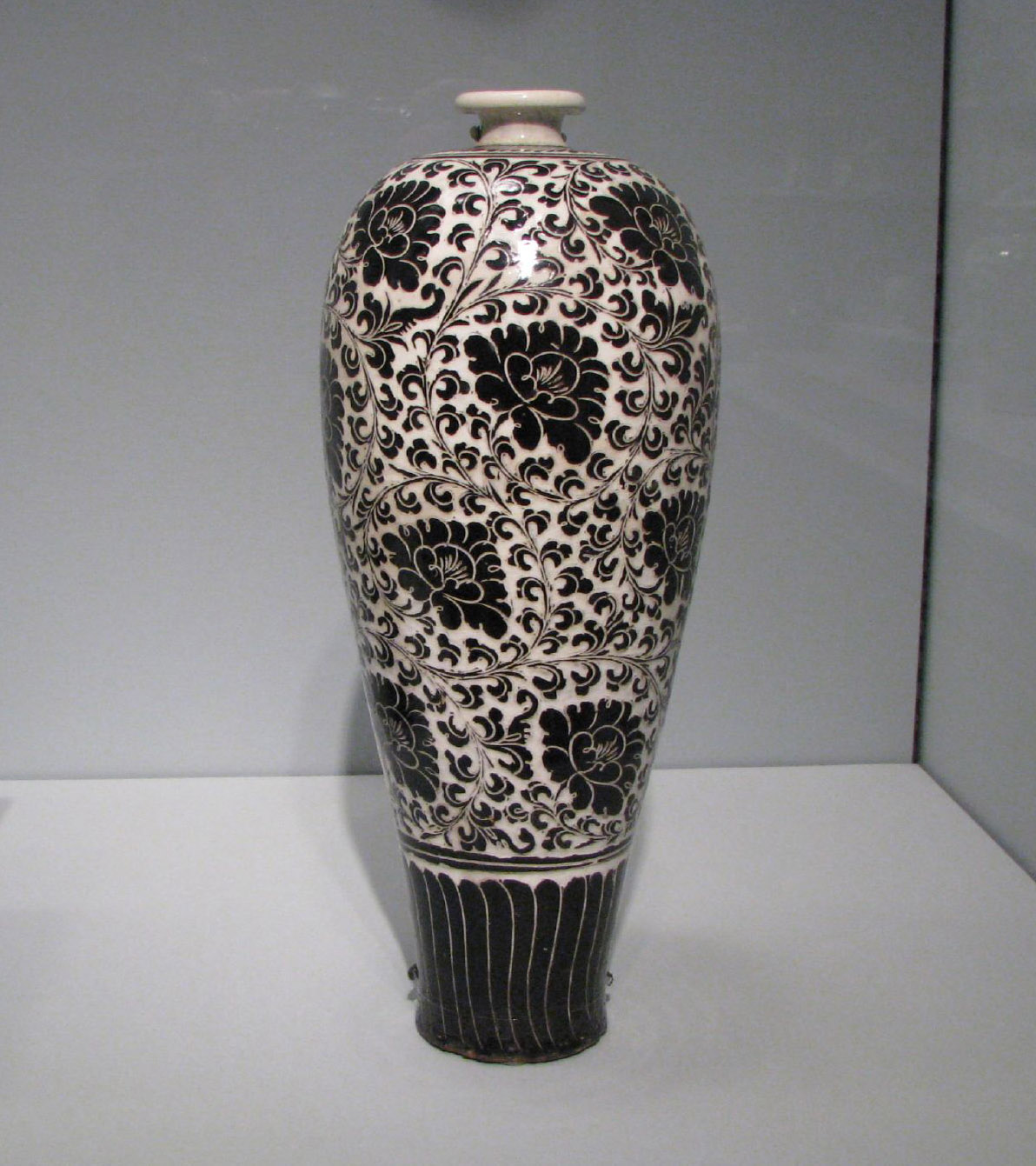
Mai bình Từ Châu, thế kỷ 13, thời Tống.
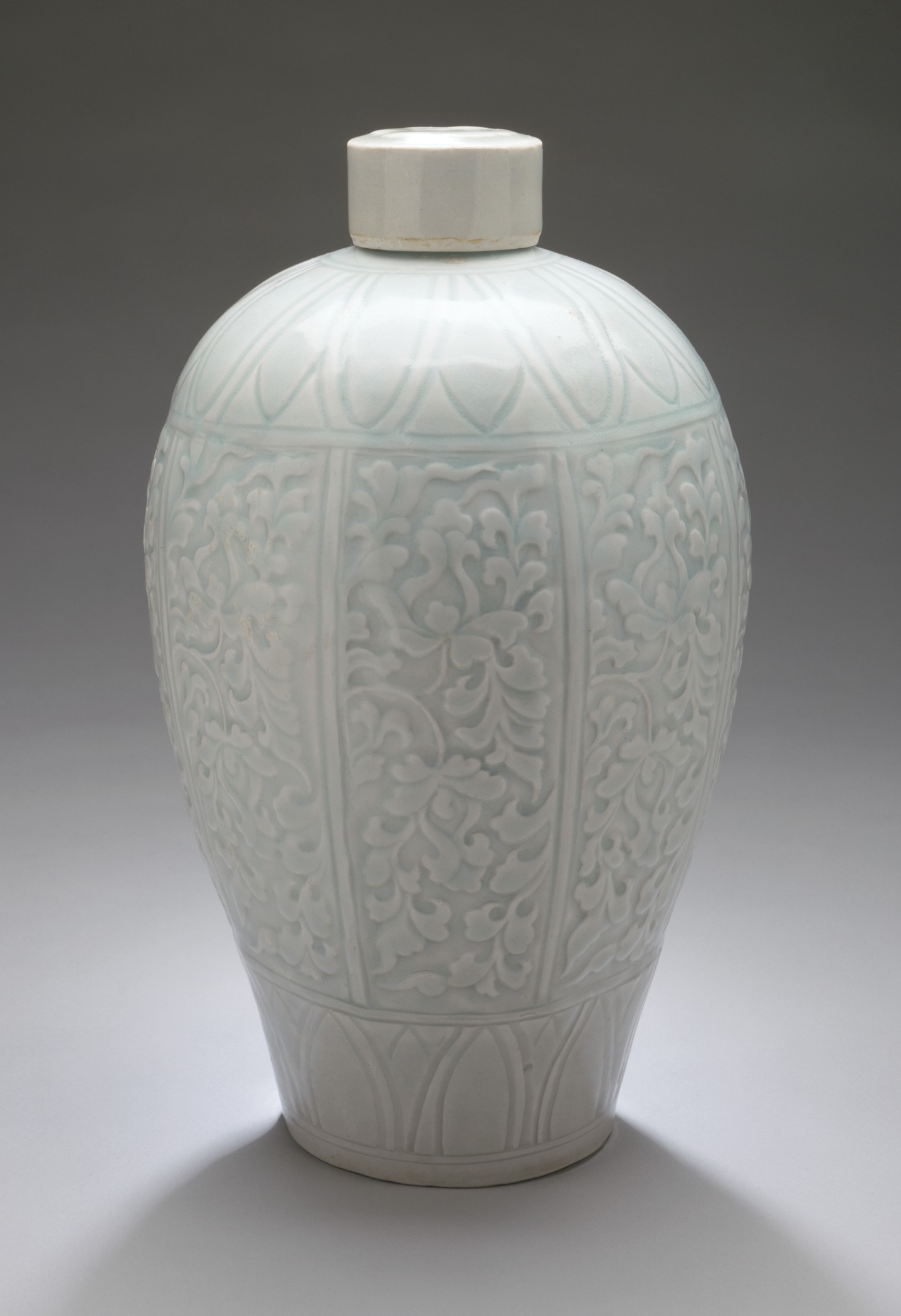
Mai bình có nắp đậy, trang trí bằng các cánh sen, sứ Thanh Bạch, thời Nam Tống.
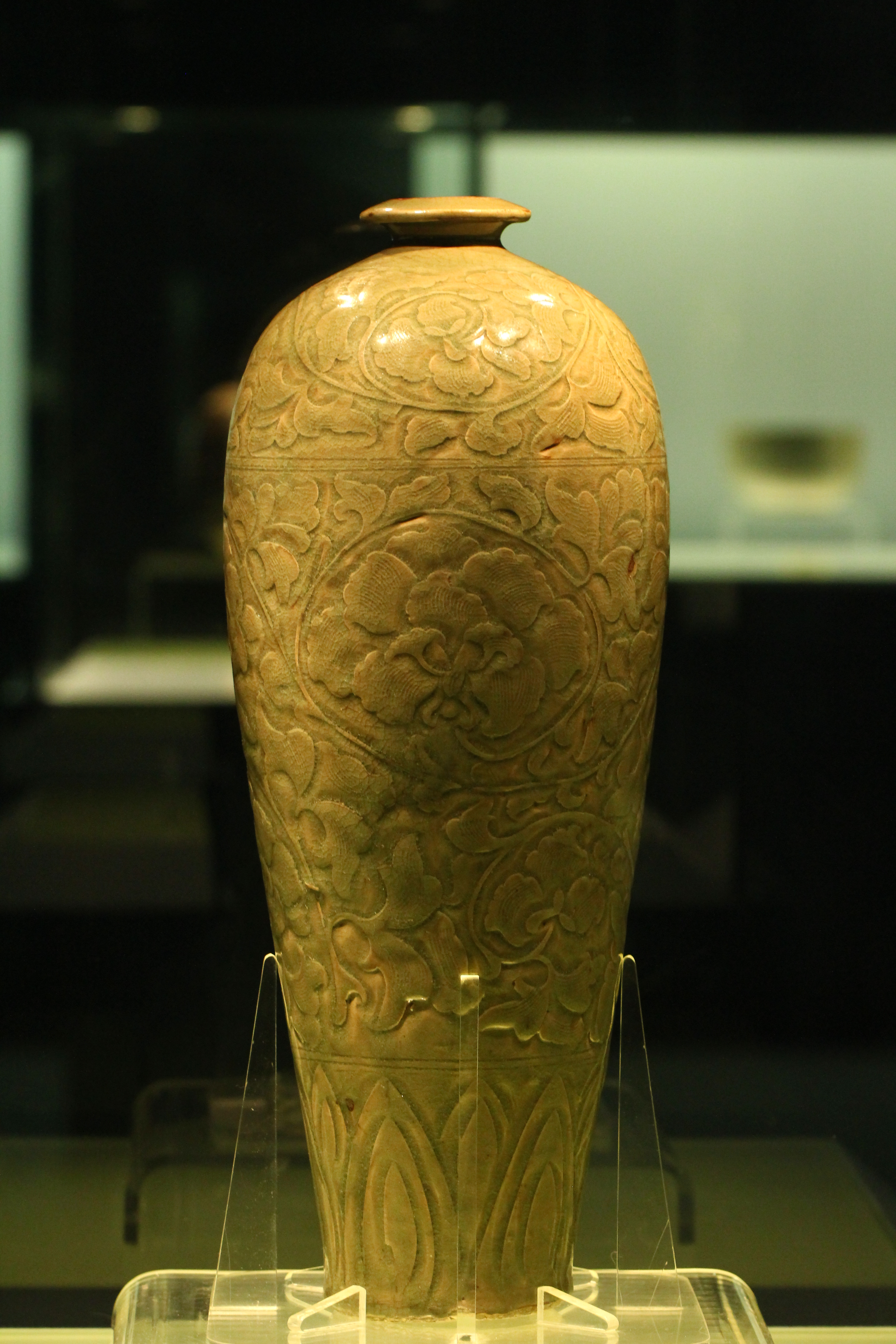
Mai bình men ngọc đắp nổi hoa mẫu đơn, gốm Diệu Châu, thời Tống.
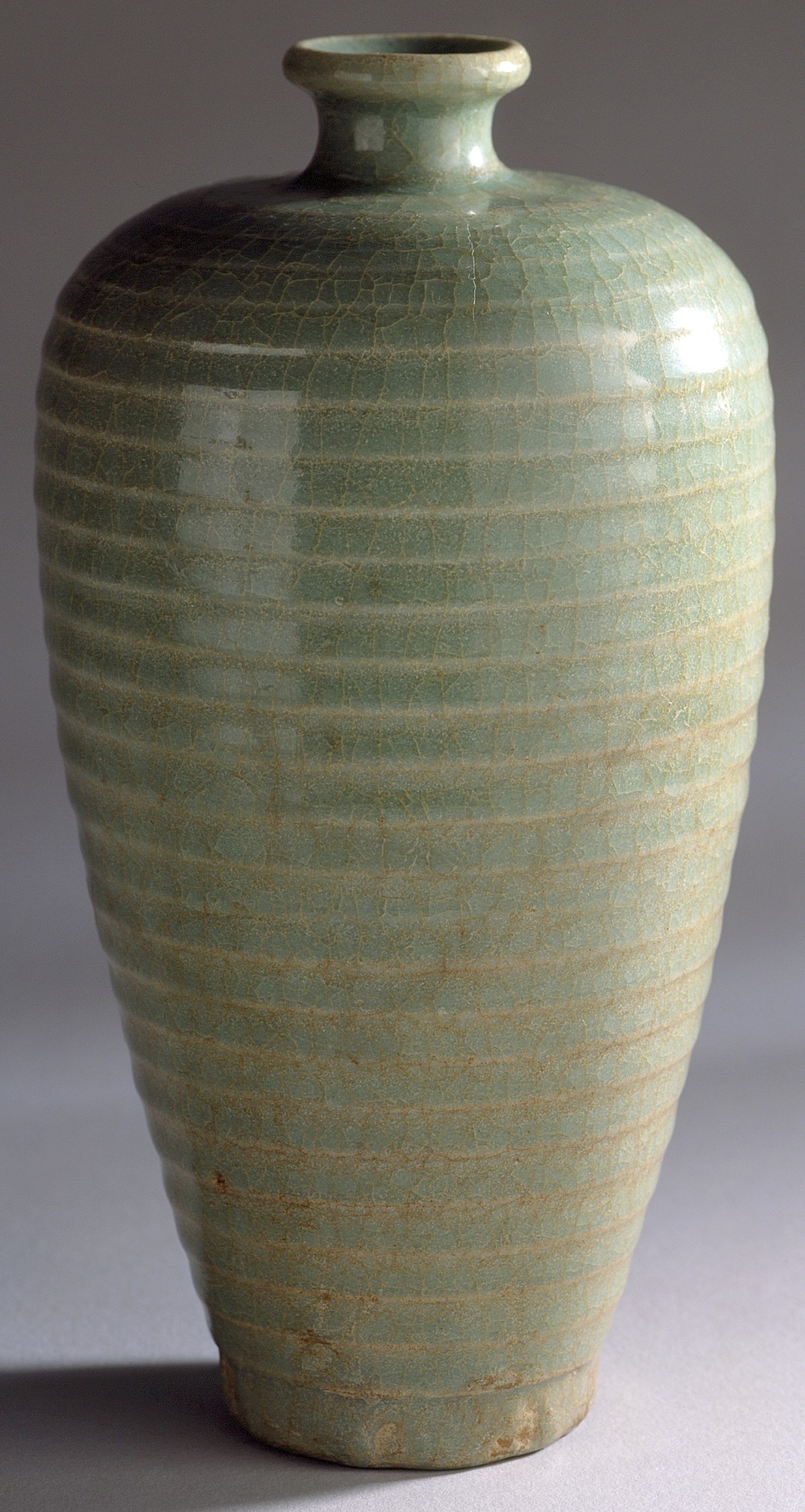
Mai bình với các gân ngang, thời Nam Tống.
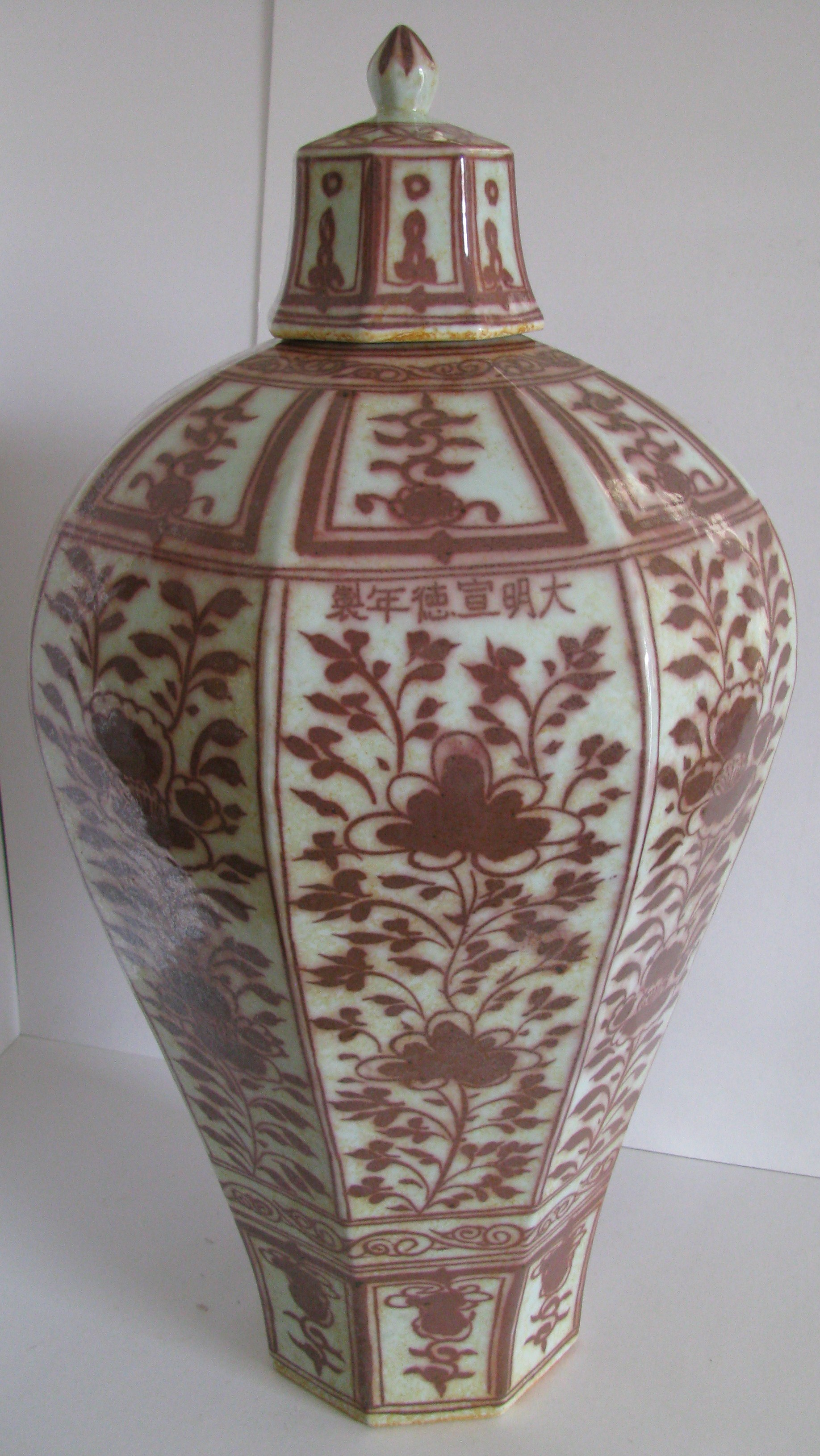
Mai bình với trang trí dưới men màu đỏ đồng, thời Minh.
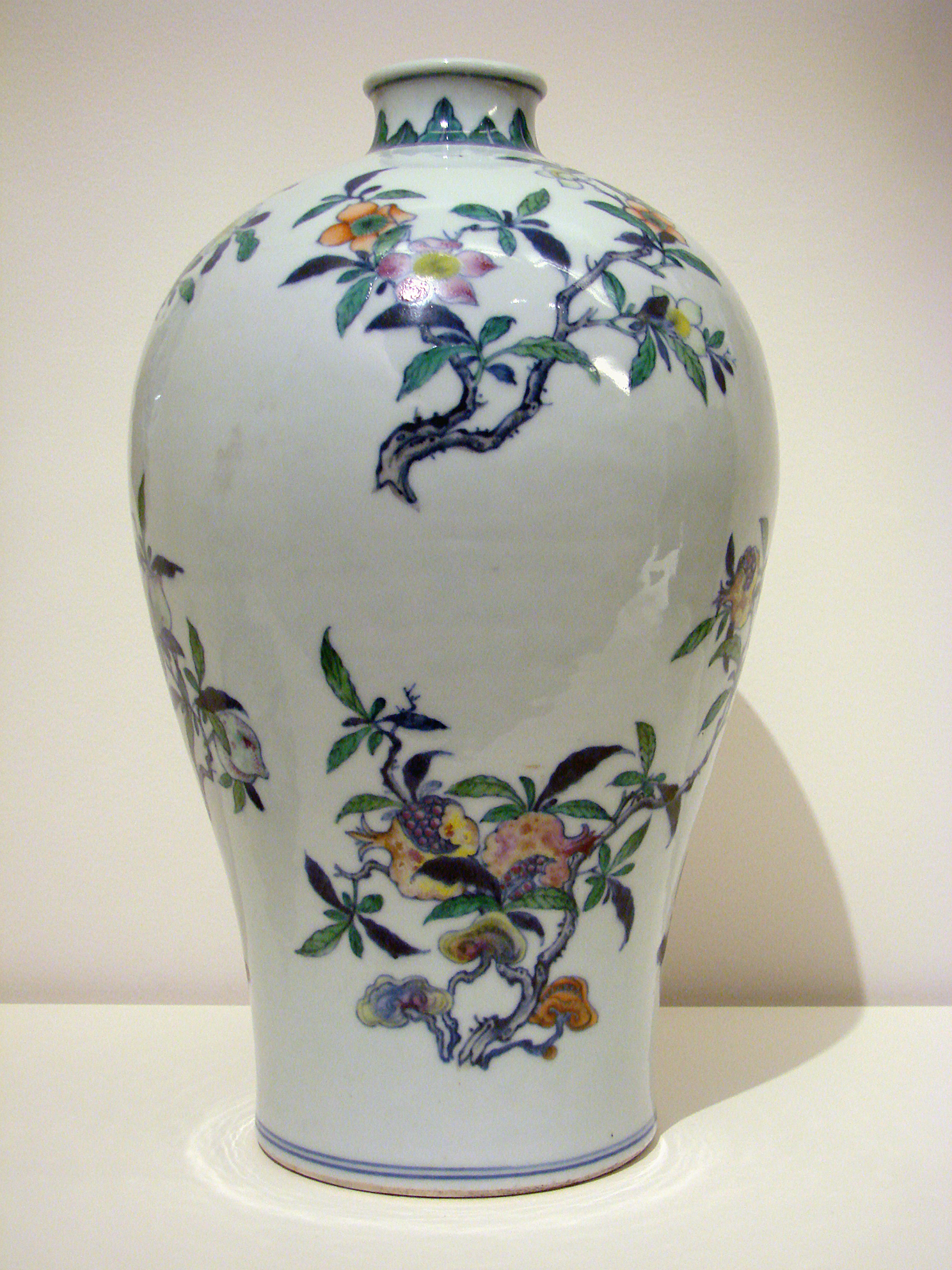
Mai bình thế kỷ 18.
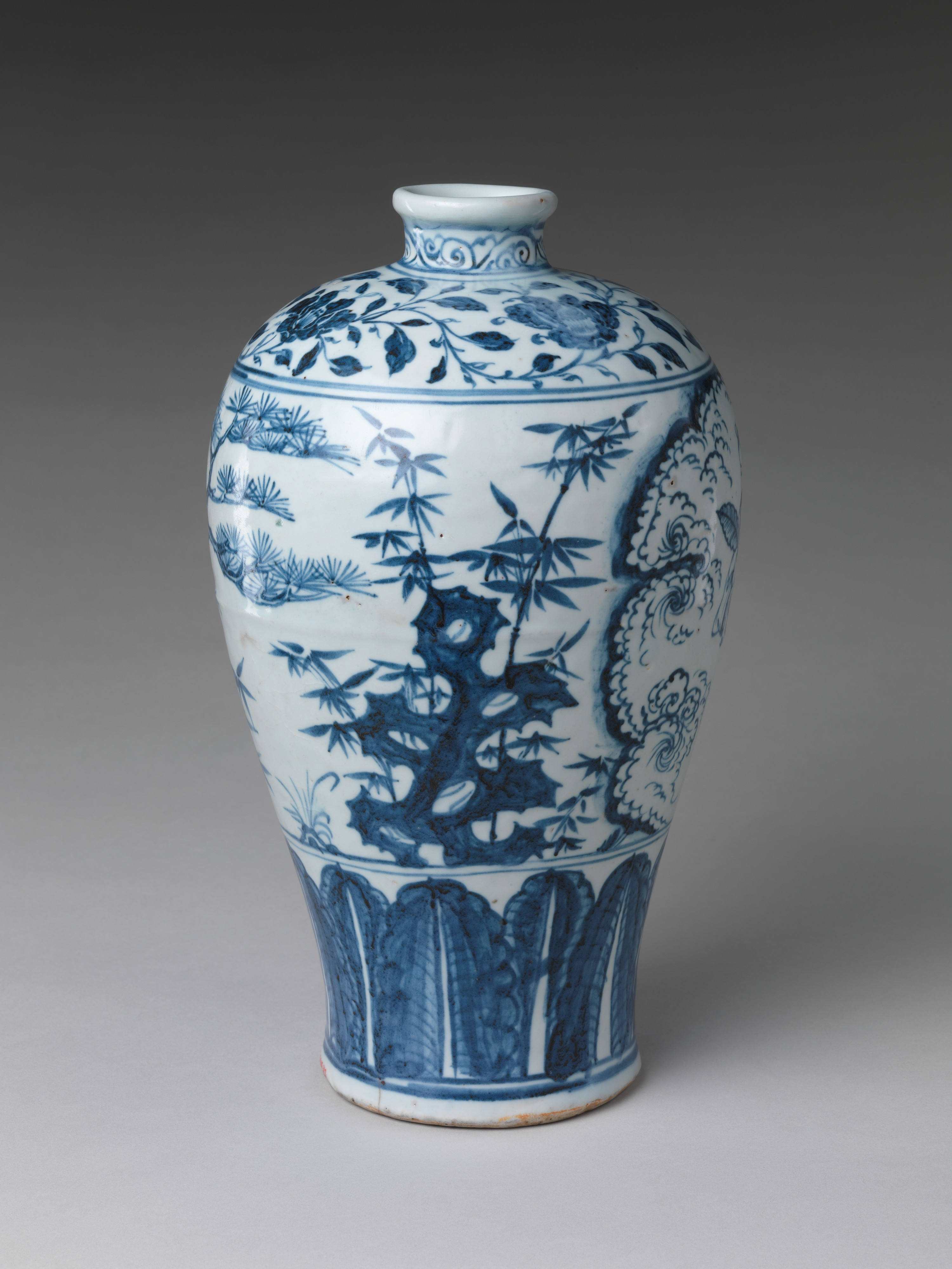
Mai bình, đồ sứ Cảnh Đức Trấn, trang trí lam côban dưới men trong suốt, thế kỷ 15.
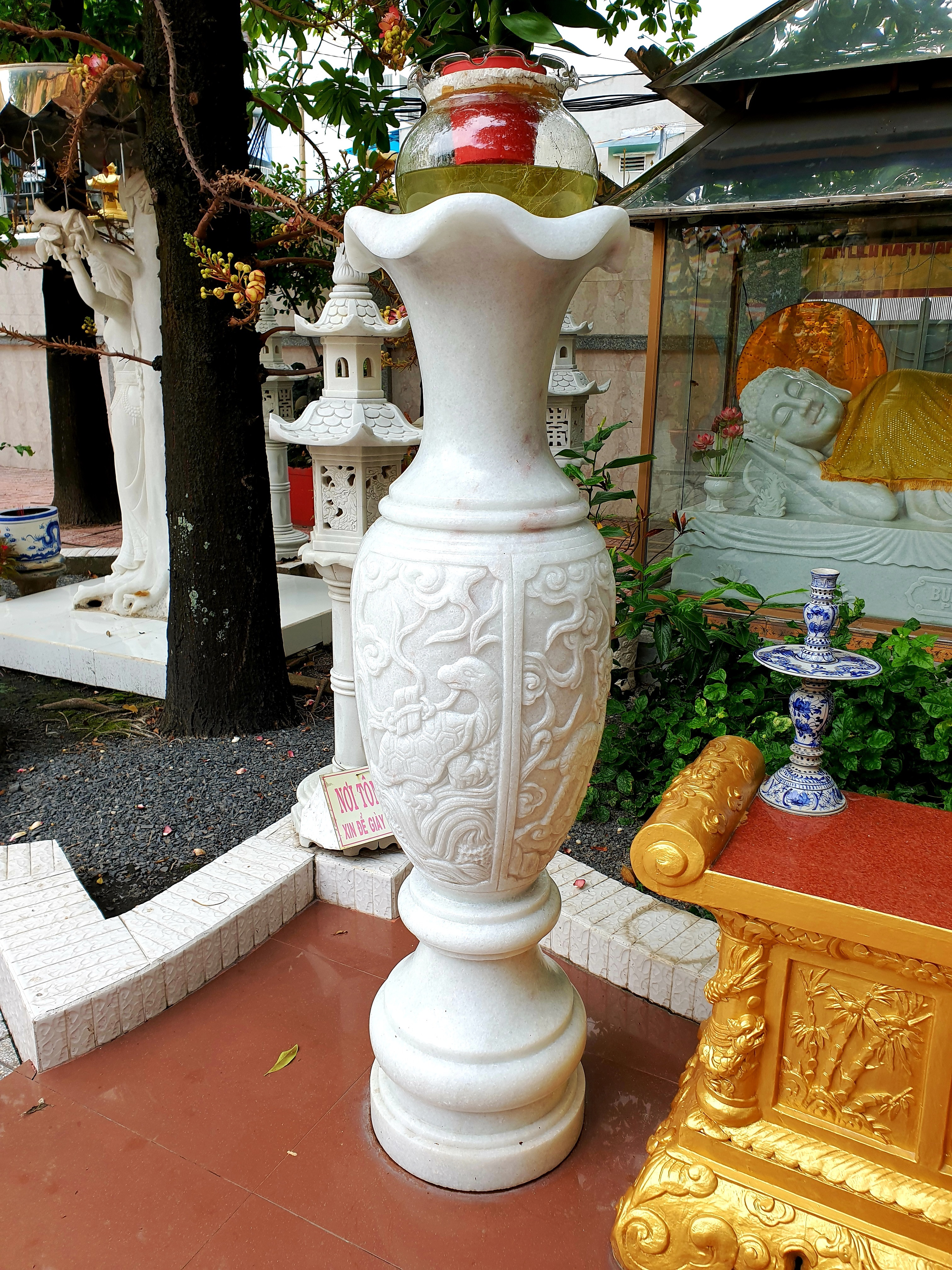